# Yes, Norman Productions
Yes, Norman Productions est un studio de télévision américain fondée le octobre 2017, à Beverly Hills, en Californie, par Kaley Cuoco,.

## Productions

### En production
| An  | Titre                       | Notes                                                             | Référence |
| --- | --------------------------- | ----------------------------------------------------------------- | --------- |
| TBA | Pretty                      | coproduction avec Warner Bros. Television                         | [ 3 ]     |
| TBA | America's Sweetheart        | coproduction avec Warner Bros. Television                         | [ 4 ]     |
| TBA | Projet sans titre Doris Day | coproduction avec Berlanti Productions et Warner Bros. Television | [ 5 ]     |

### Actuelle
| An    | Titre                | Notes                                                                               |
| ----- | -------------------- | ----------------------------------------------------------------------------------- |
| 2019– | Harley Quinn         | coproduction avec Ehsugadee Productions, DC Entertainment et Warner Bros. Animation |
| 2020– | The Flight Attendant | coproduction avec Berlanti Productions et Warner Bros. Television                   |